# Monegros
Les Monegros sont un territoire espagnol à cheval sur la Province de Huesca et la Province de Saragosse, en communauté autonome d'Aragon (Espagne). Son nom est une contraction de "Montes Negros" (Monts noirs). Il fait référence au caractère de cette zone telle qu'elle était connue avant que les grands bois de pins et de sapins ne soient détruits et remplacés par l'actuel habitat de steppes.

## Géographie

### Comarques limitrophes
- Nord – Hoya de Huesca
- Nord-est - Somontano de Barbastro
- Est – Cinca Medio et Bajo Cinca
- Sud – Ribera Baja del Ebro et Bajo Aragón-Caspe
- Ouest – Saragosse

## Désert des Monegros
Le désert des Monegros (2700 km2) est une zone semi-désertique, située partiellement dans la vallée de l'Èbre, sujette à de fréquentes sécheresses, avec des températures élevées et pratiquement aucune précipitation (environ 350 mm par an). Sur cette zone de 31 municipalités, on dénombre 49 villages. La partie sud-ouest est désertique et inhospitalière ; à l'inverse, on trouve de nombreux villages dans sa partie nord-est. La Sierra de Alcubierre (es) couverte de pins et chênes verts, culminant à 834 mètres près du monte Oscuro (es), sépare les 2 zones. Une grande partie de la topographie du paysage s'échelonne entre 60 m et 90 m, et est relativement plate, avec des habitats de steppes arbustives. Des bois de genévriers sont  visibles à divers endroits.
Dans le sud du désert, se trouvent les tozales, des formations rocheuses semblables à la cheminée de fée du castil de tierra des Bardenas. El Ricon del Olivar est une oliveraie millénaire qui s’est développée à l’abri des rochers. Le lac (lagune) de Sariñena, 204 ha, est  d'origine endoréique. C'est l'un des plus grands lacs salés d'Europe ; il accueille plus de 200 espèces et environ 12 000 oiseaux migrateurs,.